# Francesc Capdevila i Gisbert
Francesc Capdevila i Gisbert   (Barcelona, 17 de setembre de 1956), també conegut pel pseudònim de Max, és un artista català amb una extensa carrera en què ha abordat pràcticament tots els camps de l'activitat gràfica: il·lustració, disseny i còmic.
És una de les més importants figures del còmic europeu i un dels seus pocs clàssics que encara continua en actiu. Des dels seus inicis, quan va crear a personatges tan populars com Gustavo o Peter Pank, fins a la seva recent Bardín, més reflexiu però igualment rebel, Max ha desplegat un repertori gràfic i narratiu capaç de moure en tots els registres i gèneres. Amb la seva línia clara i el seu domini del mitjà, narra històries humorístiques, irades, tristes, surrealistes..., sempre amb una inusitada sensibilitat i una patent voluntat de ruptura i experimentació.

## Biografia

### Infància i joventut
Francesc Capdevila va néixer a Barcelona el 1956. Les seves lectures inicials van estar dominades per les publicacions de l'Editorial Bruguera, al costat de títols com TBO, Pumby i Jaimito. Més tard va conèixer clàssics nord-americans com Flash Gordon i The Phantom i, ja en la joventut, els àlbums d'Astèrix i Tintín.
El 1973 es va unir al grup El Rrollo (al qual van pertànyer, entre d'altres, Nazario i Javier Mariscal), publicant les seves primeres historietes al fanzine contracultural El Rrollo enmascarado, primer del seu tipus a l'estat, el qual també s'encarregaria de vendre pels carrers de Barcelona, activitat que no va trigar a portar-los a judici. Aquest contratemps, lluny de frenar-los, va estimular les ànsies revolucionàries d'aquell planter de subversius; Max acaba de descobrir el còmic underground, especialment l'obra de Robert Crumb, que es va convertir en la seva primera gran influència.
Va ingressar a la Facultat de Belles Arts, on va coincidir amb Pere Joan, amb l'objectiu d'esdevenir pintor, però finalment es va sentir més atret per les capacitats narratives del còmic, cap a on va acabar decantant la seva carrera. En aquests anys va publicar en revistes com Mata Ratos, Star, Butifarra! i Integral.

### La professionalització
El 1979 es va fundar El Víbora i Max va formar part de l'equip artístic fundador. Va utilitzar un personatge que havia creat anteriorment, Gustavo (compromès, ecologista i antisistema) i, el 1983, va crear Peter Pank, que parodiava tant l'obra d'animació de Walt Disney com les tribus urbanes.
El 1984, l'any que va néixer la seva filla, es va traslladar a viure a Mallorca, d'on és natural la seva dona. Aquest mateix any va publicar El carnaval de los ciervos, que va suposar un important canvi estètic i temàtic. En l'àmbit gràfic la seva nova influència va ser Yves Chaland; en l'àmbit narratiu, va constituir la seva primera incursió en temes mitològics i fantàstics, habituals en la seva obra a partir de llavors.
Van seguir les obres, continuant aquest camí, La muerte húmeda, El beso secreto i El canto del gallo, realitzada en col·laboració amb Santiago Auserón per adaptar la cançó del mateix nom del grup musical Radio Futura, i es comença a ser visible una altra de les influències de Max, l'il·lustrador belga Ever Meulen.

### La il·lustració
Amb Mujeres fatales, publicada el 1989, va treballar directament pel mercat francès, la qual cosa li va suposar els avantatges d'una major professionalització i uns honoraris més elevats, però les exigències editorials constrenyien el seu treball creatiu. Després va realitzar altres obres d'encàrrec: La biblioteca de Turpín, El jugador de los Dioses i Alicia en el País Virtual. Aleshores la principal ocupació professional de Max ja no era el còmic, sinó la il·lustració i el disseny. En aquests camps, el treball de Max és amplíssim, abastant cartells, llibres, revistes i discs. Entre els seus treballs més importants destaquen portades per a la revista The New Yorker, el disseny d'un rellotge Swatch (1997), la creació de la mascota del centenari del Futbol Club Barcelona (1998) i la realització d'un curt d'animació de la sèrie Microfilm (Canal Cinemanía, 1999) que va ser premiat amb un Laus l'any 2000, 
Historietes curtes com Los invasores i La construcción de la torre i el projecte mai realitzat (una novel·la gràfica de més de 200 pàgines), El mapa de la oscuridad, mostren un nou canvi d'estil i un allunyament en l'aspecte gràfic de la línia clara cap a un estil més sobri, amb un traç més trencat, influït pel Maus d'Art Spiegelman, a través del qual busca una major profunditat narrativa.

### Nosotros somos los muertos
Va ser el 1993, ja bastant allunyat de la indústria, quan va crear el còmic Nosotros somos los muertos, una dura història sobre la guerra dels Balcans. Autopublicada com un fanzine fotocopiat i venut al Saló del Còmic de Barcelona es va convertir en el germen de la revista homònima (també coneguda per les seves sigles, NSLM) en què, des de llavors i fins al seu últim número el 2007, Max i Pere Joan han editat els treballs d'alguns dels historietistes i il·lustradors més inquiets del panorama mundial.
El seu últim personatge fix és Bardín, utilitzat en diferents formats i publicacions (en aquest aspecte, hi ha certa influència de Chris Ware, encara que amb tocs de l'escola Bruguera) que permet a un Max ja lliure d'imposicions editorials d'experimentar i donar curs a les seves inquietuds.
El 2005 va veure publicada una adaptació del capítol 26 d'El Quixot en l'obra col·lectiva Lanza en astillero.

## Obra i estil
Durant la seva llarga trajectòria l'estil de Max ha sofert una constant evolució. El mateix autor ha confirmat la influència que altres artistes han exercit sobre ell en diverses fases de la seva carrera (els més 
importants, cronològicament, Robert Crumb, Yves Chaland i Ever Meulen): 
| « | (...) Ha passat que descobreixo a Chaland, i el flaix és tan fort com el que vaig tenir amb Crumb al principi. M'havia de posar amb el pinzell. I en treballar amb pinzell la línia canvia. És també la ruptura total amb l'estil crumbià, passant a un estil europeu. (...) Ja tenia la mosca darrer l'orella, pensant a fer un salt cap a un altre lloc: l'Ever Meulen em va tornar a enlluernar i vaig començar a aprendre d'ell. Està bastant més enllà que qualsevol altre il·lustrador europeu. | » |

Aquest camí d'experimentació s'ha accentuat més als últims anys. Lliure d'imposicions editorials externes, pot actuar amb total llibertat creativa. Exemples d'això són la creació de la revista Nosotros somos los muertos, que codirigeix al costat de Pere Joan i que acull altres artistes amb inquietuds similars a les seves, i la creació del seu últim personatge, Bardín, que li serveix per barrejar tota mena de temes i estètiques (humor, reflexions filosòfiques) alhora que la publicació és totalment anàrquica (barrejant formats i suports).
Jesús Cuadrado també ha destacat la seva «descomunal capacitat per al desglossament». Al camp de la il·lustració, especialment per a llibres infantils, sí que existeix un estil gràfic reconeixedor que Max ha mantingut al llarg dels anys, de tall més clàssic que els seus treballs al camp del còmic.

### Còmic
- El Capital de Karl Max, amb Paco Mir, Pastanaga Edicions, Los tebeoslibres (1976).
- Gustavo contra la actividad del radio, La Cúpula (1982).
- Comecocometrón, guió de Vicenç Mir, La Cúpula (1994).
- El carnaval de los ciervos, Arrebato (1984).
- Peter Pank, La Cúpula (1985).
- La muerte húmeda, Complot (1987).
- El beso secreto, La Cúpula (1987).
- Licantropunk, La Cúpula (1988).
- Mujeres fatales, La Cúpula (1990).
- La biblioteca de Turpín, Pequeño País-Altea (1990).
- Pankdinista, amb Gabi, La Cúpula (1990).
- El jugador de los Dioses, Planeta DeAgostini (1992).
- Como perros!, La Cúpula (1995).
- El canto del gallo, La Cúpula (1996).
- Alicia en la Ciudad Virtual, Midons (1996).
- El prolongado sueño del Sr. T'', La Cúpula (1998).
- Bardín, el superrealista, autoeditat (1999).
- Bardín baila con la más fea, autoeditat (2000).
- Bardín, el superrealista, La Cúpula (2006).
- El piano rojo (inclou disc de Pascal Comelade), Discmedi (2008).
- Vapor, La Cúpula (2012).
- La cova des mussol, Consell Insular de Menorca (2012).
- El Tríptico de los encantados (una pantomima bosquiana), (2016).
- El laberinto del cuco; instal·lació participativa, la història està dibuixada a les parets d'un laberint. Fet en col·laboració amb Companyia Itinerània (2021).

### Il·lustració
Els següents llibres recopilen el treball com a il·lustrador de Max:
- Diagramas y fascinación, Sin Nombre Ediciones (1987).
- Dibujos raros, Midons (1995).
- 74 dibujos y pico, Inrevés (2002).
- Espiasueños, La Cúpula (2003).
- Max, conversación/sketchbook, Ediciones Sin sentido (2005).
- Portada i tots els encapçalaments alfabètics per a El pequeño Larousse ilustrado (2007).
- Hipnotopia, Inrevés (2008).

### Text i il·lustració
Els següents llibres inclouen textos i il·lustracions de Max (s'exclouen els llibres infantils o juvenils que es llisten en el següent apartat):
- Órficas, Fundación Luis Cernuda (1994).
- Monólogo y alucinación del gigante blanco, Paco Caramasa & MacDiego (1996).
- Un perro en el grabado de Durero titulado "El caballero, la muerte y el diablo", escrit per Marco Denevi, Media Vaca (2006).
- Filosofía para profanos (siete volúmenes, escrits per Maite Larrauri, publicados, Tàndem Ed.): 
El deseo según Gilles Deleuze, (2001).
La sexualidad según Michel Foucault, (2001).
La libertad según Hannah Arendt, (2002).
La guerra según Simone Weil, (2002).
La felicidad según Spinoza, (2004).
La potencia según Nietzche, (2005).
La amistad según Epicuro, (2007).

### Il·lustració infantil o juvenil
Els següents llibres infantils o juvenils han estat il·lustrats per Max:
- El lleó i el ratolí, la Galera (1993).
- La llebre i la tortuga, la Galera (1993).
- El llop, el garrí, l'ànec i l'oca, la Galera (1994).
- L'última moda, escrit per Teresa Duran i Armengol, Abadía de Montserrat (1996).
- Ioshi i la pluja, escrit per Montserrat Canela, La Galera (1999).
- La sireneta, La Galera (1999).
- Ja surt el sol!, escrit per Max, Barcanova (2003).
- Tots els colors, escrit per Max, Barcanoca (2003).
- On és la neu?, escrit per Max, Anaya (2003).
- Cuants amics!, escrit per Max, Barcanova (2004).
- De excursión, escrit per Max, Anaya (2004).
- ¡Vaya susto!, escrit per Max, Anaya (2004).
- ¡Cuánto ruido!, escrit per Max, Anaya (2004).
- Papá, ¿qué es?, escrit per Max, Anaya (2004).
- El ruiseñor, escrit per Max, Combel Editorial (2005).
- Mi primer Cid, adaptación de Ramón García Domínguez, Anaya (2006).
- El Cantar del Mio Cid, adaptación de Ramón García Domínguez, Anaya (2006).
- Hagamos caso al tigre, poemes de Ana Merino, Anaya 2010.

## Premis
- Premi del Saló del Còmic de Barcelona a la millor obra per Licantropunk (1988).
- Premi de la Crítica Serra d'Or per les il·lustracions de la col·lecció Popof i Kocatasca (1997).
- Premi del Saló del Còmic de Barcelona a la millor obra per Como perros! (1996).
- Premi Nacional de Ilustración Infantil y Juvenil (Ministerio de Cultura) per L'ultima moda (1997).
- Premi del Saló del Còmic de Barcelona al millor guió per El prolongado Sueño del Sr. T (1998).
- Premi Ignatz a la millor sèrie per El prolongado Sueño del Sr. T (1999).
- Gran Premi del Saló del Còmic de Barcelona (2000).
- Premi Junceda d'Il·lustració, pel llibre d'art Espiasueños (2004).
- Premis del Saló del Còmic de Barcelona a la millor obra, millor guió i millor dibuix per Bardín el superrealista (2007).
- Premi Nacional de Cómic y Manga de Pizarra Arxivat 2008-04-23 a Wayback Machine. per Bardín el superrealista (2007)
- Premi Nacional del Còmic (Ministerio de Cultura) per Bardín, el superrealista (2007).
- Premi Finestres de Còmic en català ed. 2022[3]